# 奥利乌勒
奥利乌勒（法語：Ollioules，法語發音：[ɔljul]）是法国普罗旺斯-阿尔卑斯-蓝色海岸大区瓦尔省的一个市镇，位于该省西南部，省会土伦市区以西，属于土伦区。

## 地理
奥利乌勒（43°8'22"N, 5°50'49"E）面积19.89 平方千米，位于法国普罗旺斯-阿尔卑斯-蓝色海岸大区瓦尔省，该省份为法国东南部沿海省份，北起上普罗旺斯阿尔卑斯省，西北角与沃克吕兹省接壤，西接罗讷河口省，南濒地中海，东临滨海阿尔卑斯省。
与奥利乌勒接壤的市镇（或旧市镇、城区）包括：埃沃诺斯、滨海萨纳里、濱海拉塞訥、锡富尔莱普拉日、土伦。
奥利乌勒的时区为UTC+01:00、UTC+02:00（夏令时）。

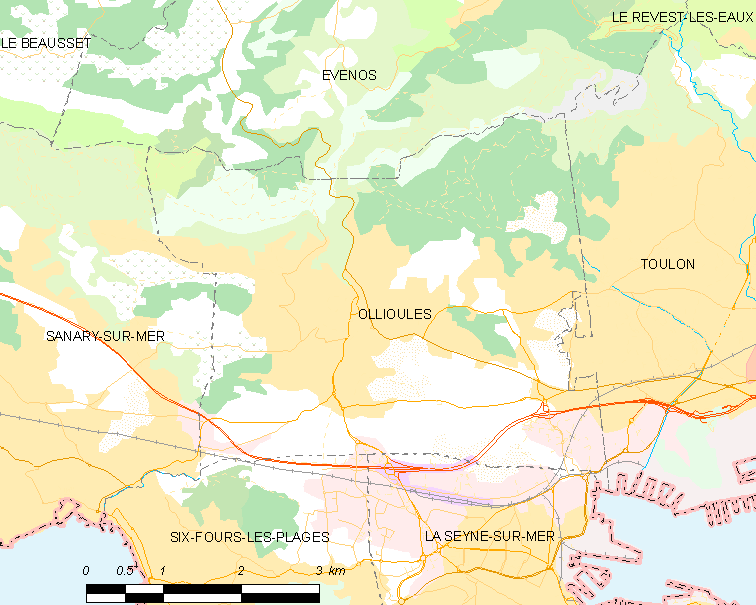
奥利乌勒的OSM定位图

## 行政
奥利乌勒的邮政编码为83190，INSEE市镇编码为83090。

## 政治
奥利乌勒所属的省级选区为奥利乌勒县。

## 人口

1962-2008年间奥利乌勒人口变化图示

奥利乌勒于2022年1月1日时的人口数量为14320人。